# Anton Günther von Hanneken
Anton Günther von Hanneken (død september 1738 i Segeberg) var en holstensk amtmand.
Han var af en gammel, i Butjadinger Land hjemmehørende, oldenborgsk familie, der har frembragt flere ansete teologer, og vistnok søn af Edvard Hanneken, regeringsråd i Oldenborg og forstander for klosteret Blankenburg (død før 1686). I ung alder blev han knyttet til enkegrevinde Sophie Cathrine af Oldenborgs hof og beklædte 1692 embedet som amtmand over hendes livgeding, amtet Neuenburg. I denne stilling forblev han til hendes død 1696, da han i forening med drosten forseglede hendes efterladenskaber. Han trådte derefter i dansk tjeneste, blev 1698 udnævnt til sekretær i Tyske Kancelli og fik 1700 titel af kancelliråd. Forfremmet til justitsråd 1705 var han sammen med Franz von Hagen og Frederik Rostgaard deputeret ved arkivernes ordning og trådte ved Christian Sehesteds afgang som gehejmesekretær i spidsen for Tyske Kancelli. 1707 blev han etatsråd, men fratrådte allerede 6. juli følgende år sit embede og fik tillagt pension.
I nogle år levede han derefter som privatmand på sit gods Hobenhausen i Oldenborg, som faderen 1684 havde fået til len af kongen. Omtrent 1712 trådte Hanneken atter i statstjenesten, som viceamtmand over Segeberg Amt, og blev 1720 virkelig amtmand sammesteds. Han døde i Segeberg i september 1738 som konferensråd.
Hanneken ægtede 1706 Angelica Reimers (datter af den rige købmand Nicolai Reimers i København), hvem han havde lært at kende i hendes stedfader, hofpræst Hector Gottfried Masius' hus. Hun overlevede ham og flyttede til Lübeck. En datter af etatsråd Anthon Günther Hanneken: Louyse Hanneken, født 10. maj 1710 og død 20. januar 1711, blev gravsat i Sankt Petri kirke, København. Da boede familien så i København.